# Адгезійна сепарація

Схема поверхневої, каскадної і зневоднювальної адгезійної сепарації.

Схема поверхневої, глибинної і зневоднювальної адгезійної сепарації.

Адгезійна сепарація (англ. adhesion separation; нім. Adhäsionseparation) — технологічний процес збагачення корисних копалин, аналог флотації.
В основі адгезійної сепарації лежить принцип створення завдяки силам адгезії комплексу твердої або іншої речовини з повітряною бульбашкою.
Повітряні бульбашки, тверді речовини і речовини, що до них прилипли виносяться на межу «повітря — вода» потоками рідини (пульпи).
Адгезійна сепарація включає три методи:
- адгезійну каскадну сепарацію,
- глибинну адгезійну сепарацію,
- поверхневу адгезійну сепарацію.

У адгезійній сепарації використовується принцип компресійної флотації. Адгезійна сепарація призначена для вилучення з шахтних, стічних або оборотних вод гідрофобних частинок, осадів і речовин в результаті адгезії на їхній поверхні бульбашок газу, що виділяються з розчину, і відділення створених флотаційних комплексів від об'єму рідини або пульпи.
Застосування.
Переваги пристроїв адгезійного очищення стічних вод такі: пристрої адгезійної сепарації мають високий ступінь самовирівнювання (самоналаштовуються); займають невелику площу; разом з нафтою і маслами виводяться й тонкі шлами; вміст кисню збільшується до вмісту звичайної води; застосування коагулянтів не потрібне.